# Allium oreotadzhikorum
Allium oreotadzhikorum — вид трав'янистих рослин родини амарилісові (Amaryllidaceae), ендемік Таджикистану.

## Опис
Цибулини сильно витягнуті, до 8 мм завтовшки, прикріплені до короткого товстого кореневища. Стеблина циліндрична, гладка, 25–35 см завдовжки, до 1/2 вкрита грубими, фіолетовими листовими піхвами. Листків чотири, циліндричні, 10–15 см завдовжки, 2–3 мм завширшки, зубчасті уздовж (досить непомітно) країв і ребер. Суцвіття зрештою напівкулясте, досить нещільне, діаметром 1.5–2.5(3) см. Квітки яйцюваті з трьома кутами. Зовнішні листочки оцвітини широко яйцюваті, зовнішні — ширші, завдовжки 3–4 мм і завширшки 1.8–2 мм, білуваті, з темно-зеленою серединною жилкою. Пиляки фіолетові, пилок жовтий.

## Поширення
Ендемік Таджикистану.